# Отто Тельшов
Отто Тельшов (нім. Otto Telschow; 27 лютого 1876 , Віттенберге — 31 травня 1945, Люнебург) — партійний діяч НСДАП, гауляйтер Люнебург-Штаде і Східного Ганновера (1925-45), президент ландтагу провінції «Ганновер» (1933-34), депутат Рейхстагу (1930-45) і прусський державний радник (1933-45).

## Біографія
Син суддівського чиновника. До 1893 року навчався в Прусському королівському армійському виховному інституті для хлопчиків в замку Аннаберг у Віттенберге. 25 жовтня 1893 року вступив солдатом на службу в уланського полку в Саарбург, з 1898 року служив у гусарському полку «Королева Вільгельміна Нідерландська» в Гамбурзі. Демобілізувавшись в чині унтер-офіцера, в 1901 році вступив на службу в поліцію Гамбурга.
Під час Першої світової війни з 1914 по 1917 рік був інспектором польового шпиталю у Фландрії, Румунії та країнах Балтії. З 1 грудня 1917 по 31 грудня 1918 був головним інспектором військового шпиталю в резервному військовому шпиталі в Бремені.
Після демобілізації в 1919 році до 1924 року був адміністративним службовцем в поліції Гамбурга, старший секретар поліції. У 1924 році був звільнений зі служби, оскільки в 1922-1924 рр. був районним керівником радикально-націоналістичної і антисемітської партії «Німецько-народницька партія свободи» (DVFP) району Гарбург. З 1924 по липень 1925 року керівником DVFP в Люнебурзі і Штаде. Вже в 1905 році він приєднався до антисемітської «Німецько-соціальної партії». Крім того, він був членом Німецької народної спілки оборони і наступу і співробітником журналу «Німецькі соціальні листки».
Після відтворення НСДАП в 1925 році вступив в неї (партквиток № 7 057). З 27 лютого 1925 року — гауляйтер гау НСДАП «Люнебург-Штаде», 30 вересня 1928 року перейменованого в гау «Східний Ганновер». В кінці 20-х років Тельшов заснував нацистську щотижневу газету «Штурмовик Нижньої Саксонії». З листопада 1929 року — член Ганноверського провінційного ландтагу. 14 вересня 1930 року обраний депутатом Рейхстагу від Східного Ганновера.
Після приходу Гітлера до влади в квітні 1933 року став президентом Ганноверського провінційного ландтагу; з 11 липня 1933 року — прусський державний радник. З 16 листопада 1942 року — імперський комісар оборони Східного Ганновера.
Після вступу в квітні 1945 року британської армії в Люнебург переховувався під виглядом деревообробника в хатині в Даленбургу біля Люнебурга. Після виявлення і арешту його там британськими солдатами вчинив спробу суїциду, розкривши собі вени. Тоді він був доставлений в англійський шпиталь, але помер там через добу.

## Нагороди
- Залізний хрест 2-го класу
- Ганзейський Хрест (Гамбург)
- Золотий партійний знак НСДАП
- Почесний громадянин численних міст і громад:
  - Амт-Нойгаус (1933) — позбавлений у 2008 році;
  - Блекеде (1933) — позбавлений у 2008 році;
  - Блументаль (1933) — 1 листопада 1939 звання стало недійсним через приєднання громади до Бремергафена;
  - Вустров (1933) — позбавлений у 2008 році;
  - Гартов (1933) — позбавлений у 2008 році;
  - Гамбург-Гарбург (1934) — позбавлений в жовтні 1945 року;
  - Везермюнде (1934) — позбавлений у 1949 році;
  - Целле (1936) — позбавлений у 2007 році;
  - Люнебург (1937) — позбавлений у 2007 році;
  - Зольтау (29 серпня 1937) — позбавлений у 2014 році;
  - Бухгольц-ін-дер-Нордгайде (1941) — позбавлений у 2008 році.
- Генеральний знак гау 1925
- Почесний хрест ветерана війни
- Медаль «У пам'ять 13 березня 1938 року»
- Медаль «У пам'ять 1 жовтня 1938»
- Золотий почесний знак Гітлер'югенду
- Медаль «За вислугу років у НСДАП» в бронзі та сріблі (15 років)

## Вшанування
На честь Тельшова назвали:
- вал в Люнебурзі (нім. Otto-Telschow-Wall);
- вулиці в Юльзені, Гамбурзі, і Цефені (нім. Otto-Telschow-Straße);
- дім в Целле (нім. Otto-Telschow-Haus);
- школи в Бухгольці і Бремергафені (нім. Otto-Telschow-Schule);
- район Бремергафена (нім. Otto-Telschow-Stadt).